# قوة السلام اللاعنفية
قوة السلام اللاعنفية هي منظمة دولية غير حكومية تستخدم الحماية المدنية غير المسلحة، وتتمثل مهمتها في حماية المدنيين في النزاعات العنيفة من خلال استراتيجيات غير مسلحة، وبناء السلام جنبًا إلى جنب مع المجتمعات المحلية، والدعوة إلى تبني هذه الأساليب على نطاق أوسع لحماية حياة الإنسان وكرامته.
تتمتّع منظمة قوة السلام اللاعنفية بوضع استشاري خاص لدى المجلس الاقتصادي والاجتماعي للأمم المتحدة، حيث حظيت المنظمة بانضمام تسعة من الحائزين على جائزة نوبل للسلام، وكان من بينهم الدالاي لاما، ورئيس أساقفة جنوب أفريقيا السابق ديزموند توتو، كما رُشحت قوة السلام اللاعنفية نفسها للحصول على جائزة نوبل للسلام في عام 2016.

## التاريخ
تأسست منظمة قوة السلام اللاعنفية في مدينة نيودلهي في عام 2002 على يد ديفيد هارتسو، وهو ناشط في مجال الحقوق المدنية في الولايات المتحدة الأمريكية، وميل دنكان، العضو الأمريكي السابق في كتائب القهوة والقطن في نيكاراغوا خلال حرب الكونترا عام 1984. كانت المنظمة مدفوعة في البداية بمؤتمر لاهاي للمواطنين الذي أقيم في عام 1999.
شغل ميل دنكان منصب المدير التنفيذي للمنظمة منذ تأسيسها وحتى عام 2009، في مدينة مينيابوليس بولاية مينيسوتا الأمريكية، ثُم انتقل المكتب المركزي للمنظمة إلى بروكسل في بلجيكا في عام 2010 ليُصبح تحت إشراف المدير التنفيذي الجديد تيم واليس مع الاحتفاظ بعمليات المنظمة في الولايات المتحدة الأمريكية في مدينة مينيابوليس اعتبارًا من ديسمبر 2013 قبل أن يتمّ نقلها بدورها لاحقًا إلى مدينة سانت بول. قادت دوريس مارياني المنظمة حتى 31 مايو 2016 عندما تولى تيفاني إيستهوم منصب المدير التنفيذي للمنظمة. تمتلك المنظمة عدة مكاتب مركزية لها في كُل من مدينة سانت بول بولاية مينيسوتا الأمريكية ومدينة جنيف في سويسرا، إلى جانب عدة كيانات قانونية أخرى في كل من الولايات المتحدة الأمريكية وبلجيكا وفرنسا وسويسرا.

## المهام والرؤى
تتمثل المهمة الرئيسية لمنظمة قوة السلام اللاعنفية في حماية المدنيين في النزاعات العنيفة من خلال استراتيجيات غير مسلحة، وبناء السلام جنبًا إلى جنب مع المجتمعات المحلية، والدعوة إلى اعتماد هذا النهج على نطاق أوسع لحماية أرواح البشر وكرامتهم. تسعى منظمة قوة السلام اللاعنفية إلى إرساء ثقافة سلام عالمية حيث تكون النزاعات داخل المجتمعات والدول وبينها خاضعة للإدارة من خلال وسائل غير عنيفة.

## النشاط

### المشاريع السابقة

#### سريلانكا (2003-2011)
بدأت منظمةقوة السلام اللاعنفية مشروعها التجريبي في سريلانكا في عام 2003. كان الجنود التابعين لقوات حفظ السلام غير العنيفين يعملون هناك في الفترة ما بين عامي 2003 و2008 لكنهم لم يتمكنوا من وقف الحرب التي تكررت في عام 2008 ولم تنته إلا عندما هزم جيش تحرير سريلانكا نمور التاميل في إيلام في مايو 2009. واصلت منظمة قوة السلام اللاعنفية بعد عام 2009 عملها في البلاد لمدة عامين، وكان دورها يتركز بشكل أساسي حول حماية الطفل، والمساعدة في إعادة دمج الجنود الأطفال السابقين في الحياة اليومية، والعمل مع المجتمعات المحلية لتعزيز قدرات الحماية الذاتية الخاصة بهم. وفي عام 2011، أنهت منظمة قوة السلام اللاعنفية مهمتها رسميًا في سريلانكا.

#### غواتيمالا (2007)
كان لمنظمة قوة السلام اللاعنفية مشاركة قصيرة الأجل في غواتيمالا في عام 2007 بعدما قامت وحدة حماية المدافعين عن حقوق الإنسان بدعوة قوة السلام اللاعنفية خلال الانتخابات الرئاسية التي جرت في سبتمبر ونوفمبر 2007، حيث تصاعد العنف وتعرض المدافعون عن حقوق الإنسان للتهديد. ركز فريق صغير تألف من أربعة أعضاء على مرافقة المدافعين عن حقوق الإنسان أو التواجد في مكاتبهم ليلًا ونهارًا. ولقد سمح عمل منظمة قوة السلام اللاعنفية هناك للمدافعين عن حقوق الإنسان بالعمل في مناخ آمن وغادروا بعد وقت قصير من انتهاء الانتخابات.

#### جنوب القوقاز (2012-2014)
نشرت منظمة قوة السلام اللاعنفية فريقها في منطقة جنوب القوقاز في عام 2012 بعد مهمة استكشافية لها في المنطقة. وهناك عملت المنظمة على طول خط الحدود الإدارية بين الأقاليم الجورجية التي تديرها تبليسي وأوسيتيا الجنوبية الفعلية بشأن قدرات حماية المدنيين في المنطقة أثناء استطلاع الرأي لتحديد أماكن أخرى في المنطقة قد تستفيد من حماية المدنيين العزل. غادرت منظمة قوة السلام اللاعنفية المنطقة في عام 2014.

### أوكرانيا (2015)
دُعيت منظمة قوة السلام اللاعنفية إلى أوكرانيا في مارس 2015 بعد جولات عديدة من بعثات الاستكشاف في البلاد لإجراء دورات تدريبية حول حماية المدنيين غير المسلحين لمجموعات المجتمع المدني والمجتمعات التي تخدمها بالتعاون مع جمعية دراسات الشرق الأوسط،  وكانت المرة الأولى التي يتم فيها تقديم الحماية المدنية غير المسلحة في أوكرانيا.

### بنغلاديش (2018-2019)
بدأت منظمة قوة السلام اللاعنفية في عام 2018 عملها في مخيم كوكس بازار الذي يقع في بنغلاديش، والذي يُعتبر أكبر مخيم للاجئين في العالم، ومع تطور أزمة اللاجئين وظهور الاحتياجات الإنسانية الهائلة، عمل فريق منظمة قوة السلام اللاعنفية مع الشركاء المحليين لتحسين سلامة الأشخاص الذين يعيشون في المخيم و للاستعداد للفيضانات والانهيارات الطينية لموسم الأمطار. قامت منظمة قوة السلام اللاعنفية أيضًا ببناء علاقات تعاونية مع المنظمات غير الحكومية المحلية والمنظمات الداخلية التي يقودها الروهينجا والمنظمات غير الحكومية الدولية وتوفر الحماية لهذه المنظمات المسؤولة عن الإشراف على المخيم.

### لبنان وسوريا (2012-2018)
بدأ نشاط قوة السلام اللاعنفية في منطقة الشرق الأوسط في عام 2012 بتدريب مشترك مع مكتب الأمم المتحدة بشأن منع الإبادة الجماعية والمسؤولية عن حماية الناشطين في المجتمع المدني في لبنان وسوريا. كانت الندوة جزءًا من مبادرة أطلقتها هيئة الأمم المتحدة ردًا على وتيرة الاستقطاب المتزايدة في المنطقة.

### مشاريع جارية

#### الفلبين (منذ 2007 وحتى الآن)
كان وقف إطلاق النار الذي جرى في مدينة مينداناو بالفلبين ، هو نقطة الانطلاق التي دفعت منظمات السلام المحلية في الفلبين مثل منظمة تجمع شعوب مينداناو وكونسورتيوم مجتمع بانجسامورو المدني لدعوة منظمة قوة السلام اللاعنفية للإشراف مع فريق المراقبة الدولي على اتفاق وقف إطلاق النار بين الجيش الفلبيني وجبهة مورو الإسلامية للتحرير، وهي الميليشيات المسلحة التي سعت إلى الاستقلال ثم تقرير المصير لاحقًا في جزيرة مينداناو الجنوبية في الفلبين. كانت منظمة قوة السلام اللاعنفية هي المسؤولة عن حماية المدنيين اعتمادًا على تقارير اللجنة المستقلة لتقصي الحقائق، وقد وجد تقييم الأثر الذي أجري في مايو عام 2014 أن المواطنين في جزيرةمينداناو شعروا بأمان أكبر بسبب وجود قوة السلام اللاعنفية ودورها كجزء من فريق المراقبة الدولي.

#### جمهورية جنوب السودان (منذ عام 2010- وحتى الآن)
بعد إلغاء المشروع المقترح في أوغندا، وفرت اتفاقية السلام بين السودان وجيش تحرير السودان وكذلك الاستفتاء الذي عُقد في جنوب السودان في يناير 2011 نقطة انطلاق جديدة لاستكشاف مشروع تقسيم السودان وتنفيذه لاحقًا. وقامت منظمتان سودانيتان هما معهد تعزيز المجتمع المدني والمنظمة السودانية لللاعنف والتنمية، بدعوة منظمة قوة السلام اللاعنفية للمساعدة في منع العنف قبل وأثناء الانتخابات والاستفتاءات المقبلة. كانت مهمة المنظمة الأكثر عمومية أيضًا في الفترة التي أعقبت الاستفتاء هي بناء الخبرة المحلية لمنع النزاعات العرقية في المنطقة والتوسط فيها. وقد قاد هذه المهمة أحد أفراد حفظ السلام السريلانكيين الذي كان مسؤولاً عن حماية الأطفال في سريلانكا. مولت منظمة اليونيسف التابعة للأمم المتحدة في جنوب السودان مشروعًا مشابهًا لمشروع الأطفال الجنود الأوغنديين الذين قام جيش الرب بتجنيدهم للمقاومة. ومنذ ذلك الحين تم توسيع المكاتب الميدانية لتشمل أكثر من عشرة فرق.
يركز الجزء الأكبر من عمل منظمة قوة السلام اللاعنفية في جنوب السودان على حماية الطفل وحماية المرأة، ولقد نجحت المنظمة في تدريب العديد من النساء على الأرض لتشكيل فرق حماية المرأة من أجل الحد من العنف القائم على النوع الاجتماعي على أرض الواقع. كما تم الاستشهاد بمعاهدات باعتبارها نموذج لتمكين المرأة على أرض الواقع في جنوب السودان مع التأكيد في الوقت نفسه على أهمية حماية النساء والأطفال.

#### ميانمار (من عام 2012- وحتى الآن)
تلقت منظمة قوة السلام اللاعنفية دعوة رسمية من حكومة ميانمار في عام 2012. وكانت إحدى المهام الرئيسية لمنظمة قوة السلام اللاعنفية تتمثل في مراقبة وقف إطلاق النار وإنشاء آليات يمكن للمدنيين من خلالها مراقبتها، إلى جانب عقد تدريبات في جميع أنحاء البلاد لهذه الأغراض. تدعم منظمة قوة السلام اللاعنفية أيضًا المنظمات النسوية على الأرض، وتساعدها في القيام بدور أكثر بروزًا في توجيه عملية صنع القرار على المستوى المحلي.

#### العراق (من عام 2017– وحتى الآن)
بدأت منظمة قوة السلام اللاعنفية عملها في العراق في فبراير عام 2017، وأنشأت مكتبًا لها في مدينة أربيل في إقليم كردستان العراق، ونشرت موظفين تابعين لها لتسهيل بدء برنامج قطري. ركزت منظمة قوة السلام اللاعنفية في البداية على توفير خدمات الحماية في الخطوط الأمامية للنازحين داخليًا على طول ممرات النزوح أثناء الهجمات العسكرية لاستعادة المناطق التي يسيطر عليها تنظيم الدولة الإسلامية. ثُم عادت منظمة قوة السلام اللاعنفية منذ انتهاء العمليات القتالية الرئيسية ضد داعش لتركيز جهودها على النازحين المستضعفين في المخيمات، والعائدين في المناطق المتنازع عليها والمعرضة للخطر والتوترات على طول الحدود الفيدرالية المتنازع عليها بين العراق وإقليم كردستان العراق، والاعتقالات التعسفية.

#### تايلاند (من عام 2015- وحتى الآن)
بدأ عمل منظمة قوة السلام اللاعنفية في تايلاند في عام 2015 بالتعاون مع نوادي الروتاري في عقد لثلاث ورش عمل حول المشاركة المدنية في عمليات السلام. كان معظم نشاط منظمة قوة السلام اللاعنفية بدءًا من عام 2016 وإلى الوقت الحاضر ينحصر في منطقة جنوب تايلاند في مقاطعات باتانيس ويالا وناراثيوات من خلال التعاون مع الشركاء المحليين. تُقيم منظمة قوة السلام اللاعنفية أيضًا سلسلة تدريبات ومحاضرات حول الحماية المدنية غير المسلحة والكفاءات من بين الثقافات الموجهة نحو منظمات المجتمع المدني، والمجموعات النسائية، وطلاب الجامعات، والمجتمع الأوسع. تدعم منظمة قوة السلام اللاعنفية بالإضافة إلى ذلك المبادرات البحثية، ولقد يسرت بعثة منظمة قوة السلام اللاعنفية في الفلبين أبحاث المنح الصغيرة حول فرص الحماية المدنية غير المسلحة ووضع مبادئ توجيهية لحماية المدنيين. تعمل منظمة قوة السلام اللاعنفية على تعزيز اتفاقية حماية المرأة وربط منظمات المجتمع المدني النسائية في جنوب تايلاند بمجتمع جنوب شرق آسيا الأوسع. فاستضافت منظمة قوة السلام اللاعنفية على سبيل المثال مؤتمر التبادل التعليمي بين منظمات المجتمع المدني النسائية في ميانمار ومينداناو (الفلبين) وباتاني (تايلاند) وشبكة جامعية في إندونيسيا.

#### الولايات المتحدة (منذ عام 2020- وحتى الآن)
اجتمع المتظاهرون والمدنيون في عدد من المدن في جميع أنحاء الولايات المتحدة الأمريكية للحد من تزايد سلطة العملاء الفيدراليين والجماعات المسلحة، وحماية الأحياء والشركات المحلية، والدعوة إلى المساءلة في الميزانية البلدية والشرطة، وإعادة تصور سلامة المجتمع. إلّا أن أطياف المجتمع الأمريكي كانت غالبًا ما تتصارع مع بعضها البعض حول ما يعنيه الحفاظ على التزاماتها لتقليل الاعتماد على استجابة إنفاذ القانون لمخاوف السلامة التي يمكن حلها دون استخدام القوة أو التهديد باستخدام القوة.
واصلت منظمة قوة السلام اللاعنفية في هذا السياق استكشاف أوجه التعاون مع شركاء المجتمع لفتح مساحة حوار بينهم، والحفاظ على مساحة للمشاركة المدنية والاحتجاج، بالإضافة إلى تزويد الطلاب وأعضاء المجتمع والمتخصصين في مجال السلامة على حد سواء بأطر ومهارات قابلة للتنفيذ في كل من منع العنف والقرار اللاعنفي الصراع.

#### السودان (منذ 2021- وحتى الآن)
يعمق البرنامج القطري لمنظمة قوة السلام اللاعنفية تنفيذ الحماية المدنية غير المسلحة في إقليم دارفور. فبعدما قام الفريق الأول لمنظمة قوة السلام اللاعنفية بإعداد القادة المحليين وتدريبهم على بناء السلام وحماية المدنيين، قامت منظمة قوة السلام اللاعنفية أيضًا ببناء علاقات مع المجتمعات المتضررة من النزاع لتحديد الاحتياجات والأولويات للعمل. يقوم الفريق بإجراء ورش عمل توجيهية حول جهود الحماية المدنية للنساء أو الشباب أو المجتمعات المهمشة لتعزيز جهود الحماية الذاتية المجتمعية الحالية. إن هدف منظمة قوة السلام اللاعنفية الأساسي هو تعزيز سلامة وأمن المجتمعات المعرضة للخطر في دارفور من خلال دعم وتعزيز مبادرات السلام المحلية مثل اتفاقيات السلام بوساطة محلية، والعمل كوسيط بين طرفي النزاع، ودعم المجتمعات للمشاركة بنشاط في الأحداث الإقليمية والوطنية وفي عمليات السلام.

#### أوكرانيا (منذ 2022- وحتى الآن)
تعمل منظمة قوة السلام اللاعنفية في المناطق غير المحتلة والمناطق الأمامية في جنوب وشمال أوكرانيا، وتوفر حماية غير مسلحة للمدنيين بما فيهم مجموعات المتطوعين المحليين. وتتمثل أعظم إنجازات منظمة قوة السلام اللاعنفية في أوكرانيا حتى الآن في الحماية من خلال التواجد في المناطق المحرومة وغير الآمنة للغاية حيث يكون الوجود الدولي محدودًا أو غير متاح على الإطلاق، والدعوة إلى احتياجات الحماية في المجتمعات المحرومة والخطوط الأمامية، ودعم الاستجابة المحلية من خلال توفير معدات الحماية الشخصية مثل سترات الحماية والوقود ورواتب المتطوعين. وقد سمح ذلك للفرق بالتركيز على هدفها الرئيسي وهو توفير الحماية والدعم المستمر للمدنيين ومنظمات المجتمع المدني ومجموعات المتطوعين.

## الجوائز
حصلت منظمة قوة السلام اللاعنفية بالتعاون مع مؤسسها ميل دنكان في عام 2007 على جائزة بفيفير الدولية للسلام من زمالة المصالحة. كما مُنحت المنظمة جائزة لوكسمبورغ للسلام في عام 2018.